# Тигиде-Морко
Тигиде́-Морко́ (рос. Тыгыде Морко, марій. Тыгыде Морко) — присілок у складі Моркинського району Марій Ел, Росія. Входить до складу Себеусадського сільського поселення.

## Населення
Населення — 309 осіб (2010; 326 у 2002).
Національний склад (станом на 2002 рік):
- лучні марійці — 100 %